# Molto rumore (senza rispetto) per nulla
 Molto rumore (senza rispetto) per nulla è un musical di Lina Wertmüller liberamente ispirato a Molto rumore per nulla di William Shakespeare.
La protagonista è Loretta Goggi, regista di una compagnia di giovani attori dilettanti la quale vuole mettere in scena la celebre commedia di Shakespeare in una maniera completamente rivisitata, in chiave leggera e dissacrante, con la disapprovazione generale di tutta la compagnia. Aiutata dalla sua assistente, l'attrice Marioletta Bideri, scrittura una compagnia di attori giovani adatti ad incarnare quello spirito dissacrante cercato dalla regista